# Hidalgo (Tamaulipas)
Hidalgo è una municipalità dello stato di Tamaulipas, nel Messico centrale, capoluogo della omonima municipalità.
Conta 23.793 abitanti (2010) e ha una estensione di 2.146,92 km².
Il paese deve il suo nome a Miguel Hidalgo y Costilla, eroe della guerra d'indipendenza del Messico.